# Bazoumana Koné
Bazoumana Koné (Amburgo, 13 dicembre 1993) è un cestista tedesco con cittadinanza ivoriana.